# Dorothy Ruhne-Sempinski
Elsie Dorothy Eleonor Ruhne-Sempinski, född 3 juni 1908 i New York, död 1973, var en svensk målare.
Hon var dotter till Carl Erik Ruhne och Alma Maria Högstedt och gift 1939-1949 med Sundqvist och från 1951 med Tadeusz Antonio Martya Sempinski. Hon bedrev kvällsstudier i målning vid Harald Billmans målarskola i Västerås 1927-1928 och var därefter under flera år hobbykonstnär vid sidan av sitt arbete som sekreterare. Hon fortsatte sina konststudier vid Essem-skolan i Malmö 1947-1949 och var därefter verksam som konstnär på heltid. Tillsammans med Ann-Marie Ekbom-Wikström och Lage Hellman ställde hon ut på Östlings konsthall i Västerås 1948 och tillsammans med sin man på Västerås konstförenings galleri 1956 samt separat i Ramnäs, Västmanland. Hon medverkade i samlingsutställningarna Colliouristerna i Malmö, Septembergruppens vandringsutställning i Bergslagen och med Västerås konstförenings julutställningar på konstgalleriet i Västerås. Hon tilldelades Västerås stads kulturpris 1954. Hennes konst består av skiftande motiv utförda i olja, pastell eller tempera. Ruhne-Sempinski är representerad vid Västerås konstförenings galleri och Västerås kommun.